# Racsinovce
Racsinovce (horvátul: Račinovci) falu Horvátországban Vukovár-Szerém megyében. Közigazgatásilag Drenóchoz tartozik.

## Fekvése
Vukovártól légvonalban 54, közúton 64 km-re délre, községközpontjától 8 km-re délkeletre, a Nyugat-Szerémségben, az ún. Cvelferija területén, a Száva bal partján, a horvát-szerb-bosnyák hármashatár közelében fekszik.

## Története
A falu középkori előzményéről nincs adat. A valkómegyei települések között szerepel egy Racsafalva nevű is, melyet 1337-ben „Racchyafolua”, 1364-ben „Racha”, 1481-ben „Rachynch” alakban említenek a korabeli oklevelek és amely a mikolai, majd a borói kastély tartozéka volt, de ez Csánki Dezső szerint Dombóval volt határos. Számos elmélet létezik a falu nevének eredetéről, talán a leggyakoribb az, amely a Račinovci nevet a kacsákkal (raca) köti össze, amelyek régen a faluban sokan voltak.
A török 1536-ban szállta meg a vidéket és 1691-ig volt török uralom alatt. A 18. század elején Boszniából érkezett katolikus sokácok települtek ide be. 1769-ben megalapították racsinovcei plébániát. A katonai határőrvidék megszervezésekor Mária Terézia rendelete alapján 1745-ben elhatárolták a katonai közigazgatás alá vont területeket. A falu a Péterváradi határőrezred katonai igazgatása alá került. Lakói a katonai igazgatás teljes megszüntetéséig határőrök voltak, akik 16 és 60 életévük között kötelezve voltak a császári hadseregben a katonai szolgálatra. Részt vettek a Habsburg Birodalom szinte valamennyi háborújában. 1808-ban átkerült a Bródi határőrezred újonnan alakított 12. Drenóci századához. Azóta nevezik az egykori 12. század területét Cvelferijának. A katonai közigazgatást 1873-ban megszüntették, majd területét 1881-ben Szerém vármegyéhez csatolták. 
Az első katonai felmérés térképén „Raczinovcze” néven található. Lipszky János 1808-ban Budán kiadott repertóriumában „Racsinovce” néven szerepel. Nagy Lajos 1829-ben kiadott művében „Rachinovce” néven 161 házzal, 819 katolikus és 2 ortodox vallású lakossal találjuk. A 19. század végén német, magyar és szlovák családok vándoroltak be, de jöttek likai és dalmáciai horvát családok is. 
A településnek 1857-ben 878, 1910-ben 1451 lakosa volt. Szerém vármegye Zsupanyai járásához tartozott. Az 1910-es népszámlálás adatai szerint lakosságának 73%-a horvát, 18%-a német, 3%-a magyar, 1%-a szlovák anyanyelvű volt. A település az első világháború után az új szerb-horvát-szlovén állam, majd később (1929-ben) Jugoszlávia része lett. 1941 és 1945 a Független Horvát Államhoz tartozott, majd a szocialista Jugoszlávia fennhatósága alá került. 1991-től a független Horvátország része. 1991-ben lakosságának 78%-a horvát, 14%-a szerb, 3%-a jugoszláv nemzetiségű volt. A horvát függetlenségi háború idején a falu állandó szerb fenyegetettségben élt, több ház és az iskola is súlyos károkat szenvedett a szerb tüzérség ágyúzása során. A falunak 2011-ben 700 lakosa volt. 

## Népessége
| Lakosság változása | Lakosság változása | Lakosság változása | Lakosság változása | Lakosság változása | Lakosság változása | Lakosság változása | Lakosság változása | Lakosság változása | Lakosság változása | Lakosság változása | Lakosság változása | Lakosság változása | Lakosság változása | Lakosság változása | Lakosság változása |
| ------------------ | ------------------ | ------------------ | ------------------ | ------------------ | ------------------ | ------------------ | ------------------ | ------------------ | ------------------ | ------------------ | ------------------ | ------------------ | ------------------ | ------------------ | ------------------ |
| 1857               | 1869               | 1880               | 1890               | 1900               | 1910               | 1921               | 1931               | 1948               | 1953               | 1961               | 1971               | 1981               | 1991               | 2001               | 2011               |
| 878                | 912                | 961                | 1.226              | 1.407              | 1.451              | 1.382              | 1.508              | 1.437              | 1.416              | 1.453              | 1.344              | 1.126              | 996                | 982                | 700                |

## Gazdaság
A helyi gazdaság alapja ma hagyományosan a mezőgazdaság és az állattartás. 

## Nevezetességei
Keresztelő Szent János tiszteletére szentelt római katolikus plébániatemplomát 1807 és 1812 között építették későbarokk-klasszicista stílusban. Felszentelése 1814. november 28-án történt. A falu központjában emelkedő platón álló épület egyhajós, sokszögű szentéllyel, a főhomlokzat felett emelkedő harangtoronnyal, a szentély nyugati oldalához csatlakozó sekrestyével. A főhomlokzatot négy pilaszter tagolja, az oldalsó részeken fülkékkel, felül magas attikával. A harangtornyot szögletes pilaszterekkel profilozták és vízszintes koszorúkkal, valamint négy világítóablakkal tagolták. Felül barokk, laternás toronysisakkal fedték. Az oldalsó homlokzatokat pilaszterek és három ablak tagolja. A hajót és a szentélyt baldachinos boltozattal fedték. A berendezés, a padok, a szószék, a keresztút nagyrészt helyi és környékbeli mesterek munkája. A 19. és a 20. században készültek. A főoltár Keresztelő Szent János, a mellékoltárok Jézus és Mária szíve tiszteletére vannak szentelve.

## Oktatás
A helyi oktatás története 1779-ig nyúlik vissza, amikor az Eszékben található katonai főparancsnokság 1779. december 31-én bejelentette, hogy megengedte új iskolaépület építését a faluban és hogy a ma Szerbiában található Szurcsin iskoláját Racsinovcére költöztetik. Az iskola egy magánházban kezdte meg működését, majd egy évvel később az újonnan épített iskolaépületben helyezték el. A jelenlegi iskolaépületet modern, funkcionális terekkel, a rendes iskolai osztályok és az óvodai tevékenységek számára kialakított termekkel 1969-ben építették. Az iskola 1974-ben kezdte meg működését és a mai napig "Ivan Filipović" nevét viseli.
A honvédő háború alatt, 1991. november 16-án a JNA repülőgépei jelentősen megrongálták az iskolaépületet. A háború után az épületet felújították és kibővítették. A Horvát Köztársaság Mezőgazdasági Minisztériuma támogatásával felújították a tetőt, az ablakokat és a mellékhelyiségeket. Egy újabb bejárat is kiépítésre került, valamint kazánház, ruhatár, központi fűtés, étkező épült. Az épületet csatlakoztatták a gáz- és vízellátó rendszerhez.

## Sport
Az NK „Sloga” Račinovci labdarúgóklubot 1929-ben alapították. A klub legjobb eredményeként elnyerte a Zsupanyai önkormányzat kupáját. Az anyagi nehézségek miatt mára a klub játékosai távoztak és most a Cvelferija, Zsupanya és Bosznia-Hercegovina falvainak csapataiban játszanak.

## Egyesületek
DVD Račinovci önkéntes tűzoltó egyesület.